# Даґлас Бахтон
Даґлас Бахтон (англ. Douglas Buxton, 1917 — 1984) — австралійський яхтсмен.
Бронзовий призер Олімпійських Ігор 1956 року в класі 5,5 метра, учасник ігор 1952 року.